# History Compass
History Compass és una revista acadèmica avaluada per experts publicada exclusivament en línia per Wiley-Blackwell. Publica assajos historiogràfics. Fou llançat el 2003 com a projecte conjunt amb l'Institute of Historical Research de Londres. Projit B. Mukharji, de la Universitat de Pennsilvània, n'és el redactor en cap des del 2018. El seu abast cobreix diverses seccions geogràfiques, cadascuna de les quals té com a mínim un redactor dedicat específicament a ella.